# Alassodesmus reducturs
Alassodesmus reducturs är en mångfotingart som beskrevs av Chamberlin 1923. Alassodesmus reducturs ingår i släktet Alassodesmus och familjen Chelodesmidae. Inga underarter finns listade i Catalogue of Life.